# Le Roi et le Clown
Pour plus de détails, voir Fiche technique et Distribution.
Le Roi et le Clown (hangeul : 왕의 남자 ; RR : Wangeui namja, littéralement « L'Homme du roi ») (The King and the Clown) est un film dramatique historique sud-coréen produit et réalisé par Lee Joon-ik, sorti en 2005
Il s'agit d'une adaptation de la pièce coréenne intitulée Yi (« toi ») en 2000, traitant de la fascination du roi Yeonsangun de la dynastie Chosŏn pour la grâce, l'humour et la téméraire pertinence du clown Gong-gil et de sa troupe de saltimbanques parodiant sa cour. Le film se base sur un court passage des Annales de la Dynastie Chosŏn mentionnant le bouffon et acrobate Gong-Gil anobli en tant que favori du roi.

## Synopsis
Jang-seng, le chef d'une troupe de saltimbanques sur le point d'être exécuté pour s'être moqué du roi et de sa cour, réussit in extrémis à négocier un moyen d'obtenir la grâce pour son crime s’il parvient à tirer un rire du souverain.
Contre toute attente, il y parvient grâce à la performance du plus timide de sa troupe, dont l’ambivalence autant que les talents pour la dérision réussissent à retourner l’attitude du despote. Ce dernier trouve en effet dans cette troupe de caricaturistes le moyen de régler ses comptes personnels avec la corruption de sa cour. Follement épris par la finesse et la douceur de Gong-Gil, qui lui rappelle sa mère, empoisonnée à la suite d'une cabale ourdie par ses rivales, le roi élèvera le bouffon aux traits d’ange au rang de noble, attisant ainsi la haine des courtisans contre son autorité et son protégé. Jaloux de la complicité entre Gong-gil et Jang Seng, il rendra ce dernier aveugle pour tenter d’accaparer l’exclusivité des attentions de son artiste préféré ; le roi est lui-même paradoxalement aveugle à la révolte sur le point de l’emporter.

## Fiche technique
- Titre : Le Roi et le Clown
- Titre original : 왕의 남자 (Wangeui namja)
- Titre anglais : The King and the Clown
- Réalisateur : Lee Joon-ik
- Scénario : Choi Seok-hwan, d'après la pièce originale Toi (Yi) de Kim Tae-woong
- Décors : Kang Seung-yong
- Photographie : Ji Kil-woong
- Son : Choi Tae-yeong et Lee Seung-yeop
- Montage : Kim Sang-bum et Kim Jae-bum
- Musique : Lee Byeong-woo
- Production : Jeong Jin-wan et Lee Joon-ik
- Sociétés de production : Cineworld et Eagle Pictures
- Sociétés de distribution : Cinema Service (Corée du Sud), CJ Entertainment (international)
- Pays d'origine :  Corée du Sud
- Langue originale : coréen
- Format : couleur
- Genre : drame historique
- Durée : 119 minutes
- Dates de sortie :
  - Corée du Sud : 29 décembre 2005 (avant-première)
  - France : 31 mars 2007 (Festival du film asiatique de Deauville) ; 23 janvier 2008 (nationale)

## Distribution
- Kam Woo-sung : Jang-saeng
- Jeong Jin-yeong : le roi Yeonsan
- Kang Seong-yeon : Jang Nok-su
- Lee Joon-gi : Gong-gil
- Jang Hang-seon : Cheo-sun
- Yoo Hae-jin : Yuk-gab
- Jeong Seok-yong : Chil-duk
- Lee Seung-hoon : Pal-bok

## Production

### Genèse et développement
Le film se présente comme un conte philosophique aux leçons éternellement d'actualité, sur les rapports entre pouvoir, jalousie, manipulation, corruption, satire et censure[réf. nécessaire].
Ses coûts de production sont restés relativement modestes pour un film coréen, s'élevant à moins de 4,5 millions de dollars[réf. nécessaire].

## Distinctions et sélections

### Récompenses
- Prix de la Grosse Cloche (2006) : meilleur film, meilleur réalisateur, meilleur acteur, meilleur second rôle masculin, meilleur scénario